# Тони Робъртс
Тони Робъртс (на английски: Tony Roberts, р. 22 октомври 1939 г. – † 7 февруари 2025 г.) е американски актьор.

## Биография
Той е роден на 22 октомври 1939 година в Ню Йорк в семейство от еврейски произход, като баща му е известен радио и телевизионен водещ. Учи в Северозападния университет, а от 1962 година играе в театъра в Ню Йорк. Известен е с участието си в множество театрални постановки и филми на Уди Алън, сред които успешния филм „Ани Хол“ (на английски: Annie Hall, 1977 г.).

## Избрана филмография
| Година | Филм                     | Оригинално заглавие            | Роля            | Режисьор       |
| ------ | ------------------------ | ------------------------------ | --------------- | -------------- |
| 1977   | Ани Хол                  | Annie Hall                     | Оливър Барет IV | Уди Алън       |
| 1977   | Серпико                  | Serpico                        | Боб Блеър       | Сидни Лумет    |
| 1982   | Секс комедия в лятна нощ | A Midsummer Night's Sex Comedy | Максуел         | Уди Алън       |
| 1982   | Амитивил 3               | Amityville 3-D                 | Джон Бакстър    | Ричард Флейшър |
| 1982   | Хана и нейните сестри    | Hannah and Her Sisters         | Норман          | Уди Алън       |
| 1982   | Радио дни                | Radio Days                     | Силвър долар    | Уди Алън       |